# Нёйи-сюр-Марн
Нейи-сюр-Марн (фр. Neuilly-sur-Marne) — город на севере Франции. Населённый пункт находится в районе Иль-де-Франс. Население города составляет 34 465 человек.
Здесь провела последние дни жизни (ум. 1912) графиня Мари-Амели Шартруль де Монтифо — французская писательница, искусствовед и художественный критик.